# 曹顺庆
曹顺庆（1954年—），四川大学文学与新闻学院学术院长、教授，担任《中外文化与文论》主编，著有《中西比较诗学》、《中外文论史》等作品。入选中华人民共和国教育部第七批"长江学者"特聘教授。